# Bitwa nad rzeką Arar

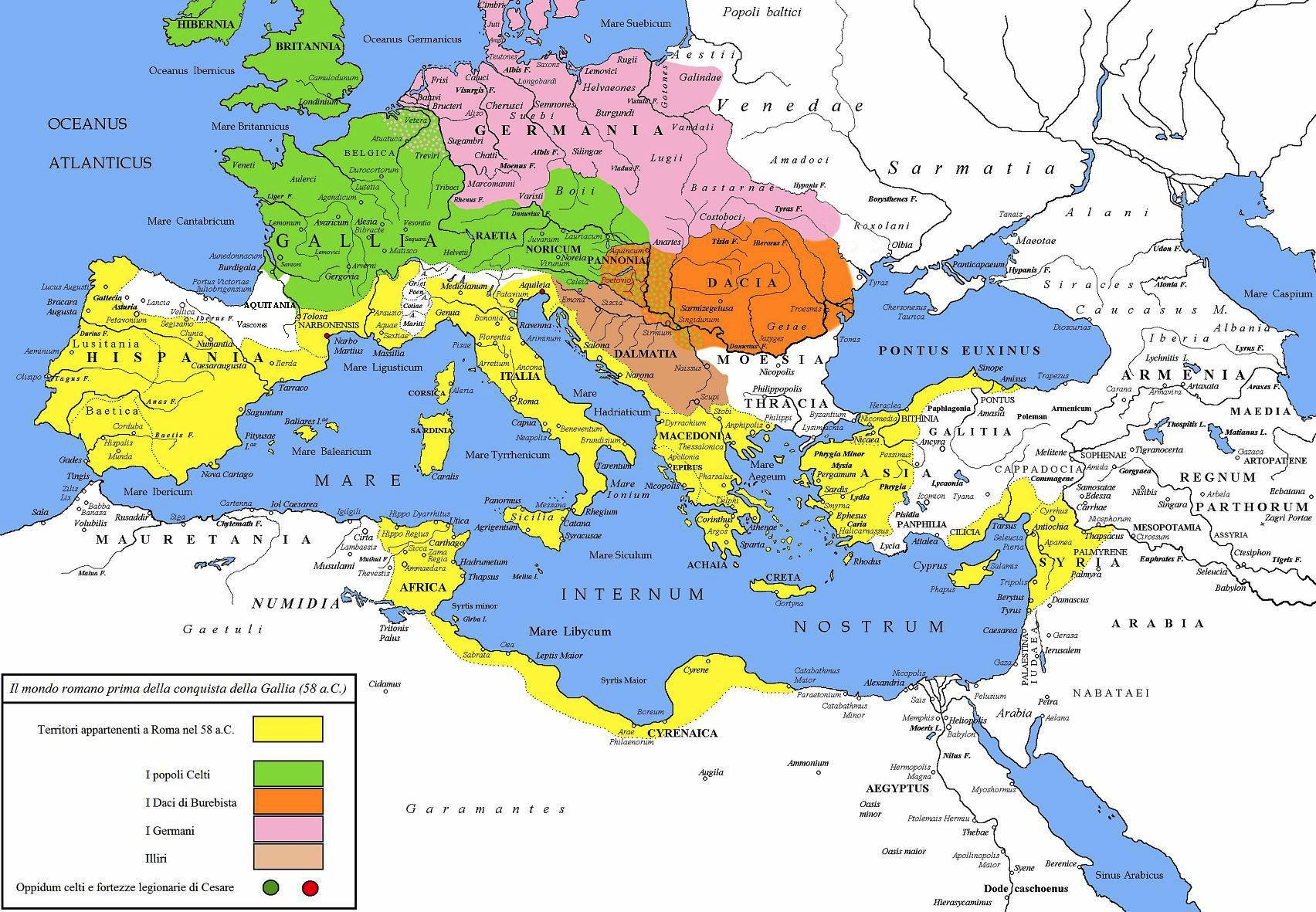
Republika rzymska i rozmieszczenie ludów barbarzyńskich w 58 p.n.e.

Bitwa nad rzeką Arar – bitwa pomiędzy celtyckim plemieniem Helwetów a trzema legionami rzymskimi dowodzonymi przez Cezara nad rzeką Arar (dzisiejsza Saona). Miała miejsce w roku 58 p.n.e. i była pierwszą dużą bitwą wojen galijskich.
Helweci, mieszkający na obszarze dzisiejszej Szwajcarii, zapragnęli osiedlić się na terenach Akwitanii. Wiosną roku 58 p.n.e. z w drogę ruszyło całe plemię Helwetów, liczące 350–380 tysięcy ludzi, z czego ok. 70 tysięcy zbrojnych wojowników. Posuwającej się wzdłuż brzegów Jeziora Genewskiego kolumnie zastąpił drogę ówczesny namiestnik Galii Narbońskiej, Juliusz Cezar. Po zniszczeniu drewnianego mostu na Rodanie i opanowaniu zajmowanej przez Allobrogów Genewy, Cezar zbudował ponad 20 km fortyfikacji aby nie dopuścić do sforsowania przez Helwetów Rodanu poniżej Genewy. Helweci zawrócili na północ, aby obejść góry Jura od północy i kontynuować wędrówkę przez kraj zaprzyjaźnionego plemienia Sekwanów. Plemiona Helwetów próbowały przeprawić się przez rzekę Arar przy pomocy łodzi i tratw. Gdy trzy grupy były już na drugim brzegu, Cezar zaatakował czwartą, zabijając wielu przeciwników, a niedobitków zagnał do lasu.
Do generalnej rozprawy doszło wkrótce podczas bitwy pod Bibracte.